# 蓬斯多夫
蓬斯多夫（德語：Pohnsdorf）是德国石勒苏益格－荷尔斯泰因州的一个市镇。总面积24.62平方公里，总人口471人，其中男性234人，女性237人（2011年12月31日），人口密度19人/平方公里。